# Новоиндийская защита
Новоинди́йская защи́та — дебют, начинающийся ходами: 

1. d2-d4 Kg8-f6 

2. c2-c4 e7-e6 

3. Kg1-f3 b7-b6. 

Относится к полузакрытым началам.

## Варианты
- 4. Кс3 — система Ботвинника
- 4. а3 — система Петросяна. Белые тратят темп на то, чтобы предотвратить связку коня.
- 4. g3 — основной вариант
- 4. Сg5
- 4. Cf4 — вариант Майлса
- 4. e3

## История
Новоиндийская защита была введена Ароном Исаевичем Нимцовичем в 1914 году, и в последующие годы развита Александром Алехиным и другими. В 1980-е годы её, как и Защиту Нимцовича, применял тогдашний чемпион мира Анатолий Карпов, используя как главное оружие против 1. d2-d4. В 2010-е годы её применял, играя чёрными, обладатель Кубка мира Сергей Карякин.